# مرتضی قزوینی
آیت الله سید مرتضی موسوی قزوینی (زاده:۱۹۳۱ کربلا) مجتهد و مرجع مذهبی فعلی در کربلا و امام جماعت حرم امام حسین است.وی سابقه تبعید و زندگی در ایران، کویت و آمریکا را داشته‌است.وی پدر حسن قزوینی است و از خطیبان و علمای معروف عراق می باشد.